# Campionati del mondo di ciclismo su strada 2012
I Campionati del mondo di ciclismo su strada 2012 (en.: 2012 UCI Road World Championships) si svolsero nella provincia del Limburgo, nei Paesi Bassi, tra il 15 e il 23 settembre 2012.
Grande novità fu la reintroduzione della cronometro a squadre, alla quale furono obbligate a partecipare, in campo maschile, le squadre dell'UCI World Tour.

## Eventi

### Cronometro
Domenica 16 settembre
- 11:00 - 12:30 A squadre Donne – 34,2 km
- 13:30 - 16:40 A squadre Uomini – 53,2 km

Lunedì 17 settembre
- 10:00 - 12:05 Individuale Uomini Junior – 26,6 km
- 14:00 - 16:25 Individuale Uomini Under-23 – 36,0 km

Martedì 18 settembre
- 10:30 - 12:20 Individuale Donne Junior – 15,6 km
- 14:30 - 16:50 Individuale Donne Elite – 24,3 km

Mercoledì 19 settembre
- 13:30 - 16:40 Individuale Uomini Elite – 45,7 km

### Corsa in linea
Venerdì 21 settembre
- 14:00 - 16:15 Donne Junior – 82,5 km

Sabato 22 settembre
- 09:00 - 13:15 Uomini Under-23 – 161 km
- 14:30 - 17:45 Donne Elite – 129 km

Domenica 23 settembre
- 09:00 - 12:10 Uomini Junior – 129 km
- 10:45 - 17:00 Uomini Elite – 267 km

## Medagliere
| Pos.   | Nazione       | Oro | Argento | Bronzo | Totale |
| ------ | ------------- | --- | ------- | ------ | ------ |
| 1      | Germania      | 3   | 0       | 1      | 4      |
| 2      | Belgio        | 2   | 0       | 1      | 3      |
| 3      | Gran Bretagna | 2   | 0       | 0      | 2      |
| 4      | Norvegia      | 1   | 2       | 0      | 3      |
| 5      | Slovenia      | 1   | 1       | 0      | 2      |
| 6      | Paesi Bassi   | 1   | 0       | 2      | 3      |
| 7      | Kazakistan    | 1   | 0       | 0      | 1      |
| 7      | Russia        | 1   | 0       | 0      | 1      |
| 9      | Australia     | 0   | 4       | 2      | 6      |
| 10     | Stati Uniti   | 0   | 3       | 0      | 3      |
| 11     | Danimarca     | 0   | 1       | 0      | 1      |
| 11     | Francia       | 0   | 1       | 0      | 1      |
| 13     | Italia        | 0   | 0       | 2      | 2      |
| 14     | Bielorussia   | 0   | 0       | 1      | 1      |
| 14     | Croazia       | 0   | 0       | 1      | 1      |
| 14     | Nuova Zelanda | 0   | 0       | 1      | 1      |
| 14     | Spagna        | 0   | 0       | 1      | 1      |
| Totale | Totale        | 12  | 12      | 12     | 36     |

## Sommario degli eventi
| Eventi                 | Oro                                 | Tempo                    | Argento                       | Tempo | Bronzo                           | Tempo   |
| Uomini Elite           |                                     |                          |                               |       |                                  |         |
| Gara in linea dettagli | Philippe Gilbert Belgio             | 6h10'41" Media 43,2 km/h | Edvald Boasson Hagen Norvegia | a 4"  | Alejandro Valverde Spagna        | a 5"    |
| Cronometro dettagli    | Tony Martin Germania                | 58'38" Media 46,7 km/h   | Taylor Phinney Stati Uniti    | a 6"  | Vasil' Kiryenka Bielorussia      | a 1'45" |
| Cronosquadre dettagli  | Omega Pharma-Quickstep Belgio       | 1h03'17" Media 50,5 km/h | BMC Racing Team Stati Uniti   | a 3"  | Orica-GreenEDGE Australia        | a 47"   |
| Uomini Under-23        |                                     |                          |                               |       |                                  |         |
| Gara in linea dettagli | Aleksej Lucenko Kazakistan          | 4h20'15" Media 40,8 km/h | Bryan Coquard Francia         | s.t.  | Tom Van Asbroeck Belgio          | s.t.    |
| Cronometro dettagli    | Anton Vorob'ëv Russia               | 44'09" Media 48,9 km/h   | Rohan Dennis Australia        | a 44" | Damien Howson Australia          | a 59"   |
| Uomini Junior          |                                     |                          |                               |       |                                  |         |
| Gara in linea dettagli | Matej Mohorič Slovenia              | 3h00'45" Media 44,7 km/h | Caleb Ewan Australia          | s.t.  | Josip Rumac Croazia              | s.t.    |
| Cronometro dettagli    | Oskar Svendsen Norvegia             | 35'34" Media 44,8 km/h   | Matej Mohorič Slovenia        | a 7"  | Maximilian Schachmann Germania   | a 11"   |
| Donne Elite            |                                     |                          |                               |       |                                  |         |
| Gara in linea dettagli | Marianne Vos Paesi Bassi            | 3h14'29" Media 44,6 km/h | Rachel Neylan Australia       | a 10" | Elisa Longo Borghini Italia      | a 18"   |
| Cronometro dettagli    | Judith Arndt Germania               | 32'26" Media 44,6 km/h   | Evelyn Stevens Stati Uniti    | a 33" | Linda Villumsen Nuova Zelanda    | a 40"   |
| Cronosquadre dettagli  | Team Specialized-Lululemon Germania | 46'31" Media 44,1 km/h   | Orica-AIS Australia           | a 24" | AA Drink-Leontien.nl Paesi Bassi | a 1'59" |
| Donne Junior           |                                     |                          |                               |       |                                  |         |
| Gara in linea dettagli | Lucy Garner Gran Bretagna           | 2h11'26" Media 36,7 km/h | Eline Brustad Norvegia        | s.t.  | Anna Stricker Italia             | s.t.    |
| Cronometro dettagli    | Elinor Barker Gran Bretagna         | 22'26" Media 41,7 km/h   | Cecille Ludvig Danimarca      | a 35" | Demi de Jong Paesi Bassi         | a 1'03" |